# Campeonato Paraense de Futebol de 2025 - Série A
O Campeonato Paraense de Futebol Profissional Série A de 2025 popularmente conhecido como Parazão Série A 2025 ou simplesmente Parazão Banpará 2025 (por questões de patrocínio), foi a 113ª edição da principal competição organizada pela entidade máxima do futebol paraense, Federação Paraense de Futebol (FPF).
Após o término da primeira fase, o campeonato ficou paralisado por três semanas em meio à disputa judicial sobre perda de pontos do Capitão Poço, Tuna Luso, Bragantino e Remo. No entanto, no dia 21 de março o STJD revogou a punição e determinou o reinício imediato da competição.
No torneio principal, o Remo quebra um jejum de três anos sem vencer e conquista o seu quadragésimo oitavo título do Parazão encima do Paysandu na disputa de pênaltis. Os azulinos chegaram a vencer o jogo de ida por 3–2, mas na volta, os bicolores marcaram o único gol da partida, deixando o placar em 3–3 no agregado e empurrando a decisão para os pênaltis. Nas penalidades máximas, o leão azul levou a melhor por 6–5.
Já na segunda edição da Copa Grão-Pará, que contemplou apenas as equipes eliminadas nas quartas de final e na semifinal do torneio principal, no caso da última, garantindo a vaga direta na semifinal do torneio alternativo que substituiu a disputa pelo terceiro lugar, o Águia de Marabá levou o título inédito e a sua terceira conquista seguida pelo Parazão desde 2023, contando a primeira divisão no ano citado e a Supercopa Grão-Pará em 2024. No tempo normal, o jogo fechou em 1–1 contra a Tuna Luso, levando a decisão aos pênaltis que fechou em 9–8 para os marabaenses.

## Regulamento
Primeira fase
Na primeira fase, os doze clubes foram divididos, por sorteio, em três grupos, respeitando os clubes de Belém como cabeças-de-chave. Nessa fase, todos as equipes jogam contra os clubes dos outros grupos, em turno único, em um total de oito partidas cada, tendo as mesmas contagens de partidas como mandante e visitante, totalizando 4 partidas cada. Ao final da 8ª rodada, estarão classificados para as quartas de final os oito clubes com as melhores campanhas. Estarão rebaixados ao Campeonato Paraense Série B1 de 2026 o penúltimo e último colocado da classificação geral.
Segunda fase ou quartas de final
A segunda fase do campeonato será de forma eliminatória e disputado pelos clubes classificados na fase anterior, divididos em quatro grupos de dois clubes cada. As partidas serão disputadas em jogo único com mando para a equipe melhor classificada na primeira fase.
Os confrontos da fase quartas de final serão divididos em grupos: D, E, F e G e se darão da seguinte forma;
| Grupo D | 1° Colocado (Classificação geral da primeira fase) | 8° Colocado (Classificação geral da primeira fase) |

| Grupo E | 2° Colocado (Classificação geral da primeira fase) | 7° Colocado (Classificação geral da primeira fase) |

| Grupo F | 3° Colocado (Classificação geral da primeira fase) | 6° Colocado (Classificação geral da primeira fase) |

| Grupo G | 4° Colocado (Classificação geral da primeira fase) | 5° Colocado (Classificação geral da primeira fase) |

Terceira fase ou semifinal
A fase semifinal da competição contará com os quatro clubes classificados da fase anterior, divididos em dois grupos com dois clubes cada. Assim como na fase quartas de final, as semifinais serão disputarão em partidas únicas. Os confrontos das semifinal serão divididos em dois grupos H e I e se dará a seguinte fórmula:
| Grupo H | Vencedor do Grupo D | Vencedor do Grupo G |

| Grupo I | Vencedor do Grupo E | Vencedor do Grupo F |

Final
A final da competição será disputada pelos dois clubes vencedores dos confrontos da fase semifinal. As partidas serão disputadas em ida e volta, no seguinte confronto:
| Grupo J | Vencedor do Grupo H | Vencedor do Grupo I |

O clube que somar mais pontos no confronto final será declarado campeão do Campeonato Paraense 2025, enquanto seu adversário será Vice-campeão. Em caso de empate na pontuação ganha entre os dois clubes ao final da fase final, o desempate será definido nas cobranças de penalidades máximas.

### Critérios de desempate
Em caso de empate em pontos ganhos entre os clubes ao final de cada fase e a classificação geral final do campeonato, o desempate obedecerá às seguintes ordens:
Fase de classificação
1. Maior número de vitórias;
2. Maior número  de saldo de gols;
3. Maior número de gols pró;
4. Menor número de cartões vermelhos recebidos;
5. Menor número de cartões amarelos recebidos;
6. Sorteio público na sede da FPF.

Fases eliminatória e final
Na fase final, quando houver igualdade de pontuação final do tempo regulamentar da Única ou segunda partida na final, os critérios de desempate serão os seguintes:
1. Maior número de saldo de gols;
2. Cobranças de pênaltis, de acordo com os critérios da IFAB.

Classificação geral final
1. Maior número de vitórias;
2. Maior número  de saldo de gols;
3. Maior número de gols pró;
4. Menor número de cartões vermelhos recebidos;
5. Menor número de cartões amarelos recebidos;
6. Sorteio público na sede da FPF.

## Transmissão televisiva
As transmissões das partidas ao vivo foram realizadas pela TV Cultura do Pará pelo décimo sexto ano consecutivo, com uma novidade de transmissões ao vivo pela internet, via streaming.
| Emissora           | Transmissões com imagens                                                        |
| ------------------ | ------------------------------------------------------------------------------- |
| TV Cultura do Pará | - Transmissões das partidas, com qualquer qualidade de direitos de transmissões |

## Equipes participantes

### Promovidos e rebaixados
| Pos. | Rebaixado da Primeira Divisão de 2024 |
| ---- | ------------------------------------- |
| 11º  | Tapajós                               |
| 12º  | Canaã-PA                              |

| Pos. | Promovido da Segunda Divisão de 2024 |
| ---- | ------------------------------------ |
| 1º   | Independente-PA                      |
| 2º   | Capitão Poço                         |

### Informações das equipes
| Aumento | Equipes promovidas da Segunda Divisão de 2024 |

## Estádios
| Estádios e Localizações dos Clubes | Estádios e Localizações dos Clubes | Estádios e Localizações dos Clubes | Estádios e Localizações dos Clubes | Estádios e Localizações dos Clubes | Estádios e Localizações dos Clubes | Estádios e Localizações dos Clubes |
| Águia de Marabá | Bragantino-PA                      | Caeté                              | Cametá                             | Capitão Poço                       | Castanhal                          |                                    |
| --- | ---------------------------------- | ---------------------------------- | ---------------------------------- | ---------------------------------- | ---------------------------------- | ---------------------------------- |
| Zinho de Oliveira | Diogão                             | Francisco Paulo Tavares Silva      | Parque do Bacurau                  | Rufinão                            | Complexo Esportivo Castanhal       |                                    |
| Capacidade: 5 500 | Capacidade: 5 000                  | Capacidade: 1 000                  | Capacidade: 5 000                  | Capacidade: 3 500                  | Capacidade: 700                    |                                    |
| |                                    |                                    |                                    |                                    |                                    |                                    |
| Belém Bragança Águia de Marabá Castanhal Capitão Poço Cametá Independente São Francisco Equipes de Belém: Paysandu Remo Tuna Luso Santa Rosa Equipes de Bragança: Bragantino Caeté Localização das sedes das equipes no Parazão Banpará Série A 2025. Grupos: A / B / C. |                                    |                                    |                                    |                                    |                                    |                                    |
| Independente-PA | Paysandu                           | Remo                               | Santa Rosa                         | São Francisco-PA                   | Tuna Luso                          |                                    |
| Navegantão | Curuzu                             | Baenão                             | Ipixunão                           | Complexo Esportivo Castanhal       | Souza                              |                                    |
| Capacidade: 8 200 | Capacidade: 16 200                 | Capacidade: 13 792                 | Capacidade: 2 000                  | Capacidade: 700                    | Capacidade: 6 000                  |                                    |
| |                                    |                                    |                                    |                                    |                                    |                                    |

## Sorteio
Os clubes foram divididos em três grupos de quatro, o sorteio oficial ocorreu no dia 7 de dezembro de 2024, onde a Federação Paraense de Futebol, realizou o sorteio em Tracuateua, no Nordeste Paraense. As três melhores equipes semifinalistas no Parazão-Banpará 2024 foram automaticamente alocadas. Os demais nove clubes foram divididos em questões de desempenhos em competições nacionais e estaduais assegurando equipes distintas distribuídas envolvendo o regulamento da FPF.

#### Potes para sorteio
| Pote 1 (cabeças-de-chave)                                   | Pote 2                                       | Pote 3                              | Pote 4                                         |
| ----------------------------------------------------------- | -------------------------------------------- | ----------------------------------- | ---------------------------------------------- |
| - Paysandu (Grupo A) - Remo (Grupo B) - Tuna Luso (Grupo C) | - Cametá - Independente-PA - Águia de Marabá | - Caeté - Bragantino-PA - Castanhal | - São Francisco-PA - Santa Rosa - Capitão Poço |

## Primeira fase

### Classificação geral da primeira fase
| Pos | Grp | Equipe           | Pts | J | V | E | D | GP | GC | SG  | Classificação ou descenso    |
| --- | --- | ---------------- | --- | - | - | - | - | -- | -- | --- | ---------------------------- |
| 1   | B   | Remo             | 17  | 8 | 5 | 2 | 1 | 17 | 4  | +13 | Fase Final                   |
| 2   | A   | Paysandu         | 17  | 8 | 5 | 2 | 1 | 15 | 7  | +8  | Fase Final                   |
| 3   | B   | Bragantino-PA    | 17  | 8 | 5 | 2 | 1 | 11 | 6  | +5  | Fase Final                   |
| 4   | B   | Castanhal        | 13  | 8 | 3 | 4 | 1 | 10 | 7  | +3  | Fase Final                   |
| 5   | C   | Tuna Luso        | 11  | 8 | 3 | 2 | 3 | 12 | 12 | 0   | Fase Final                   |
| 6   | C   | Águia de Marabá  | 11  | 8 | 3 | 2 | 3 | 9  | 10 | −1  | Fase Final                   |
| 7   | C   | Capitão Poço     | 11  | 8 | 2 | 5 | 1 | 9  | 9  | 0   | Fase Final                   |
| 8   | C   | Santa Rosa       | 10  | 8 | 3 | 1 | 4 | 7  | 9  | −2  | Fase Final                   |
| 9   | A   | Cametá           | 10  | 8 | 3 | 1 | 4 | 6  | 11 | −5  |                              |
| 10  | A   | São Francisco-PA | 6   | 8 | 2 | 0 | 6 | 9  | 16 | −7  |                              |
| 11  | B   | Independente-PA  | 6   | 8 | 1 | 3 | 4 | 5  | 12 | −7  | Rebaixado à Série B1 de 2026 |
| 12  | A   | Caeté            | 3   | 8 | 1 | 0 | 7 | 5  | 12 | −7  | Rebaixado à Série B1 de 2026 |

### Confrontos
Primeira rodada
| 18 de janeiro de 2025 | Remo                                                              | 5 – 0          | São Francisco-PA | Mangueirão, Belém                                                           |
| 18:00 (UTC−3)         | Ytalo 22' · Dodô · 34', 46' · Emaxwell · 43' · Felipe Viseu 90+3' | Súmula Borderô |                  | Público: 26 112 Renda: R$ 923 760,00 Árbitro: PA Olivaldo José Alves Moraes |

| 19 de janeiro de 2025 | Castanhal | 1 – 0          | Caeté | Complexo Esportivo Castanhal, Castanhal                                   |
| 09:30 (UTC−3)         | Paulo 55' | Súmula Borderô |       | Público: 520 Renda: R$ 7 800,00 Árbitro: PA Thiago Kawe da Silva Ferreira |

| 19 de janeiro de 2025 | Tuna Luso              | 2 – 1          | Bragantino-PA   | Souza, Belém                                                                 |
| 10:00 (UTC−3)         | Wander 18' · Jayme 41' | Súmula Borderô | João Victor 86' | Público: 713 Renda: R$ 8 620,00 Árbitro: PA Dewson Fernando Freitas da Silva |

| 19 de janeiro de 2025 | Santa Rosa | 1 – 3          | Independente-PA                             | Ipixunão, Ipixuna                                                |
| 10:00 (UTC−3)         | Diego 81'  | Súmula Borderô | Waldir 5' · Alexandre 62' · Erick Silva 87' | Público: 299 Renda: R$ 2 620,00 Árbitro: PA Klever da Costa Lobo |

| 19 de janeiro de 2025 | Cametá | 0 – 1          | Águia de Marabá | Parque do Bacurau, Cametá                                                |
| 17:00 (UTC−3)         |        | Súmula Borderô | Jeffinho 52'    | Público: 1 814 Renda: R$ 22 640,00 Árbitro: PA Geovanni Melo de Oliveira |

| 19 de janeiro de 2025 | Paysandu                                            | 4 – 1          | Capitão Poço | Curuzu, Belém                                                                 |
| 17:00 (UTC−3)         | Quintana 25' · Bryan 45+4' (pen) · Nicolas 53', 84' | Súmula Borderô | Rodrigo 39'  | Público: 8 770 Renda: R$ 189 208,00 Árbitro: PA Marcos José Soares de Almeida |

Segunda rodada
| 25 de janeiro de 2025 | São Francisco-PA | 0 – 2          | Castanhal                   | Complexo Esportivo Castanhal, Castanhal                                      |
| 10:00 (UTC−3)         |                  | Súmula Borderô | Paulo Rangel 3' · Bilau 82' | Público: 337 Renda: R$ 7 380,00 Árbitro: PA Murilo Augusto Amoras De Almeida |

| 25 de janeiro de 2025 | Capitão Poço | 1 – 1          | Cametá  | Rufinão, Capitão Poço                                                     |
| 10:00 (UTC−3)         | Ju 19'       | Súmula Borderô | GTA 69' | Público: 600 Renda: R$ 6 000,00 Árbitro: PA Marcelo Henrique Cunha Mendes |

| 25 de janeiro de 2025 | Bragantino-PA   | 1 – 0          | Santa Rosa | Diogão, Bragança                                                        |
| 15:30 (UTC−3)         | João Victor 35' | Súmula Borderô |            | Público: 1 000 Renda: R$ 10 000,00 Árbitro: PA Wanbelton Lisboa Valente |

| 25 de janeiro de 2025 | Independente-PA   | 1 – 1          | Tuna Luso      | Navegantão, Tucuruí                                                      |
| 16:00 (UTC−3)         | Jordan Kaique 26' | Súmula Borderô | Alex Silva 90' | Público: 1 600 Renda: R$ 24 000,00 Árbitro: PA Djonaltan Costa de Araújo |

| 25 de janeiro de 2025 | Águia de Marabá                      | 2 – 4          | Paysandu                                            | Zinho de Oliveira, Marabá                                                                |
| 17:00 (UTC−3)         | Jonata 29' (pen) · Bruno Limão 45+2' | Súmula Borderô | Borasi 16' · Rossi 43' · Nicolas 67' · Quintana 90' | Público: 2 083 Renda: R$ 83 525,00 Árbitro: PA Alexandre Expedito Vieira da Silva Junior |

| 26 de janeiro de 2025 | Caeté | 0 – 4          | Remo                                                           | Francisco Paulo Tavares Silva, Augusto Corrêa                                                      |
| 15:30 (UTC−3)         |       | Súmula Borderô | Dener 62' · Pedro Rocha 65' · Adailton 88' (pen) · Lucão 90+4' | Público: 3 000 Renda: R$ 125 300,00 Árbitro: PA Fernando Antonio Mendes de Salles Nascimento Filho |

Terceira rodada
| 28 de janeiro de 2025 | Independente-PA | 0 – 4          | São Francisco-PA                                | Navegantão, Tucuruí                                                      |
| 20:00 (UTC−3)         |                 | Súmula Borderô | Peu 12', 40' · Ronaldy 70' · Juan Pitbull 90+9' | Público: 1 000 Renda: R$ 13 000,00 Árbitro: PA André Michel Petri Galina |

| 28 de janeiro de 2025 | Cametá                     | 2 – 1          | Santa Rosa    | Parque do Bacurau, Cametá                                                       |
| 20:00 (UTC−3)         | Julisson 18' · Leleu 45+2' | Súmula Borderô | Rogérinho 67' | Público: 1 187 Renda: R$ 20 240,00 Árbitro: PA Dewson Fernando Freitas da Silva |

| 28 de janeiro de 2025 | Paysandu                    | 2 – 1          | Tuna Luso         | Curuzu, Belém                                                              |
| 20:00 (UTC−3)         | Bryan 62' (pen) · Rossi 65' | Súmula Borderô | Lucas Paranhos 2' | Público: 6 240 Renda: R$ 128 900,00 Árbitro: PA Olivaldo José Alves Moraes |

| 29 de janeiro de 2025 | Capitão Poço | 0 – 0          | Castanhal | Rufinão, Capitão Poço                                                         |
| 10:00 (UTC−3)         |              | Súmula Borderô |           | Público: 500 Renda: R$ 4 000,00 Árbitro: PA Joelson Nazareno Ferreira Cardoso |

| 29 de janeiro de 2025 | Bragantino-PA   | 2 – 1          | Caeté     | Diogão, Bragança                                                 |
| 15:30 (UTC−3)         | Wander 26', 40' | Súmula Borderô | Ronny 88' | Público: 690 Renda: R$ 9 000,00 Árbitro: PA Klever da Costa Lobo |

| 29 de janeiro de 2025 | Águia de Marabá | 0 – 1          | Remo         | Zinho de Oliveira, Marabá                                                   |
| 20:00 (UTC−3)         |                 | Súmula Borderô | Adailton 90' | Público: 1 651 Renda: R$ 58 625,00 Árbitro: PA Marco José Soares de Almeida |

Quarta rodada
| 1 de fevereiro de 2025 | Tuna Luso                                | 3 – 0          | Cametá | Souza, Belém                                                          |
| 10:00 (UTC−3)          | Kaue 8' · Gabriel Furtado 59' · Edgo 67' | Súmula Borderô |        | Público: 403 Renda: R$ 5 910,00 Árbitro: PA Augusto Amoras De Almeida |

| 1 de fevereiro de 2025 | Caeté                                        | 3 – 0          | Independente-PA | Francisco Paulo Tavares Silva, Augusto Corrêa                        |
| 15:30 (UTC−3)          | Raylson 30' · Hadriel 55' (pen) · Thulio 84' | Súmula Borderô |                 | Público: 360 Renda: R$ 4 000,00 Árbitro: PA Gleika Oliveira Pinheiro |

| 2 de fevereiro de 2025 | Castanhal             | 1 – 1          | Águia de Marabá | Complexo Esportivo Castanhal, Castanhal                              |
| 09:30 (UTC−3)          | Dioguinho 90+4' (pen) | Súmula Borderô | Welves 86'      | Público: 417 Renda: R$ 9 130,00 Árbitro: PA Wanbelton Lisboa Valente |

| 2 de fevereiro de 2025 | São Francisco-PA | 1 – 2          | Bragantino-PA                  | Francisco Paulo Tavares Silva, Augusto Corrêa                             |
| 10:00 (UTC−3)          | Tracateua 90+1'  | Súmula Borderô | Nilson Junior 7' · Gileard 88' | Público: 550 Renda: R$ 5 000,00 Árbitro: PA Thiago Kawe da Silva Ferreira |

| 2 de fevereiro de 2025 | Santa Rosa         | 2 – 1          | Paysandu         | Ipixunão, Ipixuna                                                                               |
| 10:00 (UTC−3)          | PH 87' · André 90' | Súmula Borderô | Marlon 57' (pen) | Público: 853 Renda: R$ 13 900,00 Árbitro: PA Fernando Antonio Mendes de Salles Nascimento Filho |

| 3 de fevereiro de 2025 | Remo                       | 2 – 2          | Capitão Poço        | Mangueirão, Belém                                                          |
| 20:00 (UTC−3)          | Jáderson 10' · Maxwell 85' | Súmula Borderô | Ju 45+5' · Leco 63' | Público: 12 378 Renda: R$ 258 705,00 Árbitro: PA Djonaltan Costa de Araújo |

Quinta rodada
| 8 de fevereiro de 2025 | Santa Rosa | 1 – 1          | Castanhal           | Ipixunão, Ipixuna                                                |
| 15:30 (UTC−3)          | PH 90+6'   | Súmula Borderô | Dioguinho 50' (pen) | Público: 389 Renda: R$ 2 370,00 Árbitro: PA Klever da Costa Lobo |

| 8 de fevereiro de 2025 | Caeté | 0 – 1          | Capitão Poço | Francisco Paulo Tavares Silva, Augusto Corrêa                  |
| 15:30 (UTC−3)          |       | Súmula Borderô | Ju 85'       | Público: 449 Renda: R$ 5 900,00 Árbitro: PA Danilo Lopes Viana |

| 8 de fevereiro de 2025 | Independente-PA | 0 – 1          | Cametá      | Navegantão, Tucuruí                                                    |
| 16:00 (UTC−3)          |                 | Súmula Borderô | Luciano 41' | Público: 650 Renda: R$ 5 500,00 Árbitro: PA Elerson Fernandes da Silva |

| 9 de fevereiro de 2025 | Bragantino-PA | 0 – 0          | Paysandu | Diogão, Bragança                                                             |
| 15:30 (UTC−3)          |               | Súmula Borderô |          | Público: 2 810 Renda: R$ 91 500,00 Árbitro: PA Marcos José Soares de Almeida |

| 9 de fevereiro de 2025 | Tuna Luso | 0 – 3          | Remo                                           | Mangueirão, Belém                                                                |
| 18:00 (UTC−3)          |           | Súmula Borderô | Emaxwell 14' · Felipe Viseu 67' · Adailton 83' | Público: 7 164 Renda: R$ 171 530,00 Árbitro: PA Dewson Fernando Freitas da Silva |

| 10 de fevereiro de 2025 | São Francisco-PA   | 2 – 3          | Águia de Marabá                                    | Complexo Esportivo Castanhal, Castanhal                                    |
| 10:00 (UTC−3)           | Peu 06', 28' (pen) | Súmula Borderô | Lucão 30' · Matheus Miranda 62' · Erico Junior 71' | Público: 0 (Portões fechados) Árbitro: PA Murilo Augusto Amoras De Almeida |

Sexta rodada
| 15 de fevereiro de 2025 | Águia de Marabá     | 1 – 0          | Caeté | Zinho de Oliveira, Marabá                                                      |
| 17:00 (UTC−3)           | Matheus Miranda 66' | Súmula Borderô |       | Público: 940 Renda: R$ 19 115,00 Árbitro: PA Joelson Nazareno Ferreira Cardoso |

| 16 de fevereiro de 2025 | Castanhal                 | 2 – 2          | Tuna Luso              | Complexo Esportivo Castanhal, Castanhal                                |
| 09:30 (UTC−3)           | Wendell 75' · Bilau 90+5' | Súmula Borderô | Jayme 16' · Edgo 45+4' | Público: 627 Renda: R$ 14 330,00 Árbitro: PA Djonaltan Costa de Araújo |

| 16 de fevereiro de 2025 | Capitão Poço                        | 2 – 0          | São Francisco-PA | Rufinão, Capitão Poço                                                 |
| 10:00 (UTC−3)           | Natanael 64' · Sandro Guimarães 70' | Súmula Borderô |                  | Público: 639 Renda: R$ 7 780,00 Árbitro: PA Geovanni Melo de Oliveira |

| 16 de fevereiro de 2025 | Cametá | 0 – 2          | Bragantino-PA          | Parque do Bacurau, Cametá                                                     |
| 17:00 (UTC−3)           |        | Súmula Borderô | Nininho 30' · Debu 76' | Público: 736 Renda: R$ 10 220,00 Árbitro: PA Murilo Augusto Amoras de Almeida |

| 16 de fevereiro de 2025 | Remo            | 1 – 0          | Santa Rosa | Mangueirão, Belém                                                              |
| 17:00 (UTC−3)           | Pedro Rocha 67' | Súmula Borderô |            | Público: 10 577 Renda: R$ 168 705,00 Árbitro: PA Marcos José Soares de Almeida |

| 17 de fevereiro de 2025 | Paysandu      | 1 – 0          | Independente-PA | Mangueirão, Belém                                                                                 |
| 20:00 (UTC−3)           | Nicolas 45+2' | Súmula Borderô |                 | Público: 6 005 Renda: R$ 33 575,00 Árbitro: PA Fernando Antônio Mendes de Salles Nascimento Filho |

Sétima rodada
| 22 de fevereiro de 2025 | Águia de Marabá | 0 – 0          | Independente-PA | Zinho de Oliveira                                                             |
| 17:00 (UTC−3)           |                 | Súmula Borderô |                 | Público: 935 Renda: R$ 19 235,00 Árbitro: PA Dewson Fernando Freitas da Silva |

| 23 de fevereiro de 2025 | Castanhal                          | 3 – 1          | Cametá  | Complexo Esportivo Castanhal, Castanhal                                       |
| 09:30 (UTC−3)           | Ronald 51' · Paulo Rangel 63', 86' | Súmula Borderô | GTA 13' | Público: 512 Renda: R$ 9 720,00 Árbitro: PA Joelson Nazareno Ferreira Cardoso |

| 23 de fevereiro de 2025 | Capitão Poço | 1 – 1          | Bragantino-PA | Rufinão, Capitão Poço                                                                    |
| 10:00 (UTC−3)           | Rodrigo 50'  | Súmula Borderô | Debu 88'      | Público: 1 350 Renda: R$ 20 000,00 Árbitro: PA Alexandre Expedito Vieira da Silva Junior |

| 23 de fevereiro de 2025 | Caeté | 0 – 1          | Santa Rosa     | Francisco Paulo Tavares Silva, Augusto Corrêa                          |
| 15:30 (UTC−3)           |       | Súmula Borderô | Pedro Sena 73' | Público: 186 Renda: R$ 2 900,00 Árbitro: PA Olivaldo José Alves Moraes |

| 23 de fevereiro de 2025 | Remo               | 1 – 1          | Paysandu                 | Mangueirão, Belém                                                                        |
| 17:00 (UTC−3)           | Adailton 78' (pen) | Súmula Borderô | Giovanni Piccolomo 90+5' | Público: 46 258 Renda: R$ 2 432 955,00 Árbitro: MG Paulo César Zanovelli da Silva (FIFA) |

| 24 de fevereiro de 2025 | São Francisco-PA           | 2 – 1          | Tuna Luso | Complexo Esportivo Castanhal, Castanhal                       |
| 10:00 (UTC−3)           | Ronaldy 6' · Emerson 90+3' | Súmula Borderô | Jayme 14' | Público: 26 Renda: R$ 600,00 Árbitro: PA Klever da Costa Lobo |

Oitava rodada
| 2 de março de 2025 | Bragantino-PA              | 2 – 1          | Águia de Marabá | Diogão, Bragança                                                                 |
| 15:30 (UTC−3)      | Jeferson 15' · Gileard 61' | Súmula Borderô | Wylhamys 90+2'  | Público: 1 085 Renda: R$ 11 700,00 Árbitro: PA Joelson Nazareno Ferreira Cardoso |

| 2 de março de 2025 | Paysandu                           | 2 – 0          | Castanhal | Mangueirão, Belém                                                       |
| 15:30 (UTC−3)      | Nicolas 63' · Matias Cavalleri 73' | Súmula Borderô |           | Público: 6 868 Renda: R$ 55 695,00 Árbitro: PA Gleika Oliveira Pinheiro |

| 2 de março de 2025 | Independente-PA           | 1 – 1          | Capitão Poço  | Navegantão, Tucuruí                                              |
| 15:30 (UTC−3)      | Marcus Vinicius 43' (pen) | Súmula Borderô | Alexandre 55' | Público: 1 025 Renda: R$ 5 750,00 Árbitro: PA Gustavo Ramos Melo |

| 2 de março de 2025 | Cametá  | 1 – 0          | Remo | Parque do Bacurau, Cametá                                                 |
| 15:30 (UTC−3)      | Ala 48' | Súmula Borderô |      | Público: 1 786 Renda: R$ 29 720,00 Árbitro: PA Olivaldo José Alves Moraes |

| 2 de março de 2025 | Santa Rosa | 1 – 0          | São Francisco-PA | Ipixunão, Ipixuna                                                          |
| 15:30 (UTC−3)      | Flávio 63' | Súmula Borderô |                  | Público: 340 Renda: R$ 800,00 Árbitro: PA Dewson Fernando Freitas da Silva |

| 2 de março de 2025 | Tuna Luso                    | 2 – 1          | Caeté             | Souza, Pará                                                               |
| 15:30 (UTC−3)      | Tiago Bagagem 18' · Edgo 24' | Súmula Borderô | Carlos Andrey 50' | Público: 314 Renda: R$ 3 115,00 Árbitro: PA Marcos José Soares de Almeida |

## Fase final
Em itálico, as equipes que possuem o mando de campo no confronto (ou primeiro jogo); em negrito as equipes classificadas.
|  | Quartas de final      | Quartas de final |   |          | Semifinais     | Semifinais     |  |            | Final          | Final          | Final          | Final          |  |  |
|  | 28 a 30 de março      | 28 a 30 de março |   |          | 1 e 2 de abril | 1 e 2 de abril |  |            | 7 e 11 de maio | 7 e 11 de maio | 7 e 11 de maio | 7 e 11 de maio |  |  |
|  |                       |                  |   |          |                |                |  |            |                |                |                |                |  |  |
|  | Remo                  | 2                |   |          |                |                |  |            |                |                |                |                |  |  |
|  | Santa Rosa            | 0                |   |          |                |                |  |            |                |                |                |                |  |  |
|  | Santa Rosa            | 0                |   | Remo     | 2              |                |  |            |                |                |                |                |  |  |
|  |                       |                  |   | Remo     | 2              |                |  |            |                |                |                |                |  |  |
|  |                       | Tuna Luso        | 1 |          |                |                |  |            |                |                |                |                |  |  |
|  | Castanhal             | Tuna Luso        | 1 | 3 (4)    |                |                |  |            |                |                |                |                |  |  |
|  | Castanhal             |                  |   | 3 (4)    |                |                |  |            |                |                |                |                |  |  |
|  | Tuna Luso (pen)       | 3 (5)            |   |          |                |                |  |            |                |                |                |                |  |  |
|  | Tuna Luso (pen)       | 3 (5)            |   |          |                |                |  | Remo (pen) | 3              | 0              | 3 (6)          |                |  |  |
|  |                       |                  |   |          |                |                |  | Remo (pen) | 3              | 0              | 3 (6)          |                |  |  |
|  |                       | Paysandu         | 2 | 1        | 3 (5)          |                |  |            |                |                |                |                |  |  |
|  | Paysandu              | Paysandu         | 2 | 1        | 3 (5)          | 2              |  |            |                |                |                |                |  |  |
|  | Paysandu              |                  |   |          |                | 2              |  |            |                |                |                |                |  |  |
|  | Capitão Poço          | 0                |   |          |                |                |  |            |                |                |                |                |  |  |
|  | Capitão Poço          | 0                |   | Paysandu | 3              |                |  |            |                |                |                |                |  |  |
|  |                       |                  |   | Paysandu | 3              |                |  |            |                |                |                |                |  |  |
|  |                       | Águia de Marabá  | 1 |          |                |                |  |            |                |                |                |                |  |  |
|  | Bragantino-PA         | Águia de Marabá  | 1 | 0 (3)    |                |                |  |            |                |                |                |                |  |  |
|  | Bragantino-PA         |                  |   | 0 (3)    |                |                |  |            |                |                |                |                |  |  |
|  | Águia de Marabá (pen) | 0 (5)            |   |          |                |                |  |            |                |                |                |                |  |  |

### Quartas de final
| 28 de março de 2025 | Paysandu                 | 2 – 0          | Capitão Poço | Mangueirão, Belém                                                                 |
| 20:00 (UTC−3)       | Marlon 31' · Rossi 90+5' | Súmula Borderô |              | Público: 37 895 Renda: R$ 268 140,00 Árbitro: PA Murilo Augusto Amoras De Almeida |

| 29 de março de 2025 | Bragantino-PA | 0 – 0          | Águia de Marabá | Diogão, Bragança                                                            |
| 15:00 (UTC−3)       |               | Súmula Borderô |                 | Público: 2 603 Renda: R$ 33 090,00 Árbitro: PA Marco José Soares de Almeida |

| 30 de março de 2025 | Castanhal                                 | 3 – 3          | Tuna Luso                         | Complexo Esportivo Castanhal, Castanhal                                        |
| 10:00 (UTC−3)       | Paulo Rangel 45', 83' · Gabriel Vidal 51' | Súmula Borderô | Edgo 12' · Tiago Bagagem 56', 58' | Público: 850 Renda: R$ 22 500,00 Árbitro: PA Joelson Nazareno Ferreira Cardoso |

| 30 de março de 2025 | Remo                       | 2 – 0          | Santa Rosa | Mangueirão, Belém                                                                                   |
| 17:00 (UTC−3)       | Pedro Rocha 12' · Dodô 62' | Súmula Borderô |            | Público: 11 302 Renda: R$ 233 120,00 Árbitro: PA Fernando Antônio Mendes de Salles Nascimento Filho |

### Semifinal
| 1 de abril de 2025 | Paysandu                                    | 3 – 1          | Águia de Marabá | Mangueirão, Belém                                                                |
| 20:00 (UTC−3)      | Nicolas 10' · Rossi 23' · Jorge Benitez 94' | Súmula Borderô | Kukri 32'       | Público: 9 931 Renda: R$ 119 350,00 Árbitro: PA Dewson Fernando Freitas da Silva |

| 2 de abril de 2025 | Remo                              | 2 – 1          | Tuna Luso           | Mangueirão, Belém                                                           |
| 20:00 (UTC−3)      | Caio Vinicius 16' · Janderson 38' | Súmula Borderô | Wesley Raizeman 21' | Público: 14 970 Renda: R$ 284 215,00 Árbitro: PA Olivaldo José Alves Moraes |

### Final
Partida de ida
| 7 de maio de 2025 | Paysandu                | 2 – 3          | Remo                                  | Mangueirão, Belém                                                   |
| 21:00 (UTC−3)     | Rossi 41' · Benitez 42' | Súmula Borderô | Janderson 10' · Klaus 22' · Sávio 60' | Público: 38 354 Renda: R$ 1 334 020,00 Árbitro: RS Anderson Daronco |

Partida de volta
| 11 de maio de 2025 | Remo | 0 – 1          | Paysandu  | Mangueirão, Belém                                                               |
| 17:00 (UTC−3)      |      | Súmula Borderô | Rossi 59' | Público: 47 555 Renda: R$ 1 915 770,00 Árbitro: PE Rodrigo José Pereira de Lima |

|                                                                     |       | Penalidades                                                                  |  |
| Pedro Castro Dodô Pedro Rocha Alvariño Adaílton Marcelinho Reynaldo | 6 – 5 | Bryan Borges Benitez André Lima Leandro Vilela Giovanni Quintana Dudu Vieira |  |

## Copa Grão-Pará
A Copa Grão-Pará é um formato de competição da FPF para definir a terceira vaga na Copa do Brasil. Será disputada pela segunda vez e participam os desclassificados das quartas de final e das semifinais. Em itálico, as equipes que possuem o mando de campo no jogo único do confronto e em negrito as equipes classificadas.
|  | Quartas de final | Quartas de final | Quartas de final |  |  | Semifinais | Semifinais            | Semifinais |  |  | Final | Final                 | Final |
|  |                  |                  |                  |  |  |            |                       |            |  |  |       |                       |       |
|  |                  |                  |                  |  |  | 3          | Tuna Luso             | 2          |  |  |       |                       |       |
|  | 6                | Castanhal        | 3                |  |  |            | Castanhal             | 1          |  |  |       |                       |       |
|  | 7                | Capitão Poço     | 1                |  |  |            |                       |            |  |  |       | Tuna Luso             | 1 (8) |
|  |                  |                  |                  |  |  |            |                       |            |  |  |       | Águia de Marabá (pen) | 1 (9) |
|  |                  |                  |                  |  |  | 4          | Águia de Marabá (pen) | 2 (4)      |  |  |       |                       |       |
|  | 5                | Bragantino-PA    | 4                |  |  |            | Bragantino-PA         | 2 (2)      |  |  |       |                       |       |
|  | 8                | Santa Rosa       | 1                |  |  |            |                       |            |  |  |       |                       |       |

## Premiação

### Campeonato Paraense
| Parazão Banpará 2025 Estrela do Norte |
| Pará                                  |
| ------------------------------------- |
| Remo Campeão (48.º título)            |

### Copa Grão-Pará
| Copa Grão-Pará 2025                  |
| ------------------------------------ |
| Águia de Marabá Campeão (1.º título) |

## Estatísticas

### Artilharia
| Pos. | Jogador       | Equipe           | Gols |
| ---- | ------------- | ---------------- | ---- |
| 1    | Nicolas       | Paysandu         | 6    |
| 1    | Rossi         | Paysandu         | 6    |
| 3    | Paulo Rangel  | Castanhal        | 5    |
| 4    | Adaílton      | Remo             | 4    |
| 4    | Edgo          | Tuna Luso        | 4    |
| 4    | Peu           | São Francisco-PA | 4    |
| 7    | Dodô          | Remo             | 3    |
| 7    | Jayme         | Tuna Luso        | 3    |
| 7    | Ju Alagoano   | Capitão Poço     | 3    |
| 7    | Maxwell       | Remo             | 3    |
| 7    | Pedro Rocha   | Remo             | 3    |
| 7    | Tiago Bagagem | Tuna Luso        | 3    |

### Público
Maiores Públicos Pagantes
Estes são os dez maiores públicos pagantes do campeonato confidenciais. Contabilizando os maiores públicos das equipes mandantes, sem considerar às partidas com portões fechados.
| N.º | Público | Mandante | Placar | Visitante        | Estádio    | Data            | Rodada           | Ref.   |
| --- | ------- | -------- | ------ | ---------------- | ---------- | --------------- | ---------------- | ------ |
| 1   | 47 555  | Remo     | 0–1    | Paysandu         | Mangueirão | 11 de maio      | Final volta      | [ 16 ] |
| 2   | 46 258  | Remo     | 1–1    | Paysandu         | Mangueirão | 23 de fevereiro | 7.ª              | [ 17 ] |
| 3   | 38 354  | Paysandu | 2–3    | Remo             | Mangueirão | 7 de maio       | Final ida        | [ 18 ] |
| 4   | 37 895  | Paysandu | 2–0    | Capitão Poço     | Mangueirão | 28 de março     | Quartas de final | [ 19 ] |
| 5   | 26 112  | Remo     | 5–0    | São Francisco-PA | Mangueirão | 18 de janeiro   | 1.ª              | [ 20 ] |
| 6   | 14 970  | Remo     | 2–1    | Tuna Luso        | Mangueirão | 2 de abril      | Semifinal        | [ 21 ] |
| 7   | 12 378  | Remo     | 1–0    | Capitão Poço     | Mangueirão | 3 de fevereiro  | 4.ª              | [ 22 ] |
| 8   | 11 302  | Remo     | 2–0    | Santa Rosa       | Mangueirão | 30 de março     | Quartas de final | [ 23 ] |
| 9   | 10 557  | Remo     | 1–0    | Santa Rosa       | Mangueirão | 16 de fevereiro | 6.ª              | [ 24 ] |
| 10  | 9 931   | Paysandu | 3–1    | Águia de Marabá  | Mangueirão | 1 de abril      | Semifinal        | [ 25 ] |

Menores Públicos Pagantes
Estes são os dez menores públicos pagantes do campeonato confidenciais. Contabilizando os menores públicos das equipes mandantes, sem considerar às partidas com portões fechados.
| N.º | Público | Mandante         | Placar | Visitante        | Estádio                       | Data            | Rodada | Ref.   |
| --- | ------- | ---------------- | ------ | ---------------- | ----------------------------- | --------------- | ------ | ------ |
| 1   | 26      | São Francisco-PA | 2–1    | Tuna Luso        | Complexo Esportivo Castanhal  | 24 de fevereiro | 7.ª    | [ 26 ] |
| 2   | 186     | Caeté            | 0–1    | Santa Rosa       | Francisco Paulo Tavares Silva | 23 de fevereiro | 7.ª    | [ 27 ] |
| 3   | 299     | Santa Rosa       | 1–3    | Independente-PA  | Ipixunão                      | 19 de janeiro   | 1.ª    | [ 28 ] |
| 4   | 314     | Tuna Luso        | 2–1    | Caeté            | Souza                         | 2 de março      | 8.ª    | [ 29 ] |
| 5   | 337     | São Francisco-PA | 0–2    | Castanhal        | Complexo Esportivo Castanhal  | 25 de janeiro   | 2.ª    | [ 30 ] |
| 6   | 340     | Santa Rosa       | 1–0    | São Francisco-PA | Ipixunão                      | 2 de março      | 8.ª    | [ 31 ] |
| 7   | 360     | Caeté            | 3–0    | Independente-PA  | Francisco Paulo Tavares Silva | 1 de fevereiro  | 4.ª    | [ 32 ] |
| 8   | 403     | Tuna Luso        | 3–0    | Cametá           | Souza                         | 1 de fevereiro  | 4.ª    | [ 33 ] |
| 9   | 417     | Castanhal        | 1–1    | Águia de Marabá  | Complexo Esportivo Castanhal  | 2 de fevereiro  | 4.ª    | [ 34 ] |
| 10  | 449     | Caeté            | 0–1    | Capitão Poço     | Francisco Paulo Tavares Silva | 8 de fevereiro  | 5.ª    | [ 35 ] |

Médias de público
Estas são as médias de público dos clubes no campeonato. Considera-se apenas às partidas das equipes como mandantes no campeonato estadual e o público pagante:
| Pos.  | Time             | Média  | Total   | Mandos | Maior  | Menor  |
| ----- | ---------------- | ------ | ------- | ------ | ------ | ------ |
| 1     | Remo             | 24 164 | 169 152 | 7      | 47 555 | 10 577 |
| 2     | Paysandu         | 16 294 | 114 063 | 7      | 38 354 | 6 005  |
| 3     | Tuna Luso        | 2 184  | 8 594   | 4      | 7 164  | 314    |
| 4     | Bragantino-PA    | 1 637  | 8 188   | 5      | 2 810  | 690    |
| 5     | Águia de Marabá  | 1 402  | 5 609   | 4      | 2 083  | 935    |
| 6     | Cametá           | 1 380  | 5 523   | 4      | 1 814  | 736    |
| 7     | Independente-PA  | 1 068  | 4 275   | 4      | 1 600  | 650    |
| 8     | Caeté            | 998    | 3 995   | 4      | 3 000  | 186    |
| 9     | Capitão Poço     | 772    | 3 089   | 4      | 639    | 500    |
| 10    | Castanhal        | 585    | 2 926   | 5      | 850    | 417    |
| 11    | Santa Rosa       | 470    | 1 881   | 4      | 853    | 299    |
| 12    | São Francisco-PA | 304    | 913     | 3      | 550    | 26     |
| Total | Total            | 5 967  | 328 208 | 55     | 47 555 | 26     |

## Classificação geral
| Pos | Equipe           | Pts | J  | V | E | D | GP | GC | SG  | Classificação ou descenso                                                    |
| --- | ---------------- | --- | -- | - | - | - | -- | -- | --- | ---------------------------------------------------------------------------- |
| 1   | Remo             | 26  | 12 | 8 | 2 | 2 | 24 | 8  | +16 | Campeão e classificado para Copa do Brasil de 2026 e Copa Verde de 2026      |
| 2   | Paysandu         | 26  | 12 | 8 | 2 | 2 | 23 | 11 | +12 | Vice-campeão e classificado para Copa do Brasil de 2026 e Copa Verde de 2026 |
| 3   | Tuna Luso        | 12  | 10 | 3 | 3 | 4 | 16 | 17 | −1  | Eliminado na semifinal                                                       |
| 4   | Águia de Marabá  | 12  | 10 | 3 | 3 | 4 | 10 | 13 | −3  | Eliminado na semifinal                                                       |
| 5   | Bragantino-PA    | 18  | 9  | 5 | 3 | 1 | 11 | 6  | +5  | Eliminados das Quartas de final                                              |
| 6   | Castanhal        | 14  | 9  | 3 | 5 | 1 | 13 | 10 | +3  | Eliminados das Quartas de final                                              |
| 7   | Capitão Poço     | 11  | 9  | 2 | 5 | 2 | 9  | 11 | −2  | Eliminados das Quartas de final                                              |
| 8   | Santa Rosa       | 10  | 9  | 3 | 1 | 5 | 7  | 11 | −4  | Eliminados das Quartas de final                                              |
| 9   | Cametá           | 10  | 8  | 3 | 1 | 4 | 6  | 11 | −5  | Eliminados na Primeira fase                                                  |
| 10  | São Francisco-PA | 6   | 8  | 2 | 0 | 6 | 9  | 16 | −7  | Eliminados na Primeira fase                                                  |
| 11  | Independente-PA  | 6   | 8  | 1 | 3 | 4 | 5  | 12 | −7  | Rebaixados à Série B1 de 2026                                                |
| 12  | Caeté            | 3   | 8  | 1 | 0 | 7 | 5  | 12 | −7  | Rebaixados à Série B1 de 2026                                                |